# آتاکسی فردریش
آتاکسی فردریش نام بیماری ژنتیکی است که علایم آن شامل از دست دادن کنترل نقص گفتاری و نارسایی‌های قلبی و عصبی می‌باشد.
آتاکسی از بیماری‌های نورولوژیکی است که با ناهماهنگی در حرکات، بی ثباتی در استقرار بدن، ناهنجاری در راه رفتن همراه است.

## بیماریزایی
توارث این بیماری به شکل اتوزوم مغلوب می‌باشد. علت این بیماری جهش در ژن فراتاکسین است که بر روی کروموزوم ۹ قرار دارد. ژن FRDA یا FXN واقع در کروموزوم 9q13 در ارتباط با این بیماری شناخته شده‌است. طول این ژن kbp80 است و ۷ اگزون دارد. این ژن کدکننده پروتئین فراتاکسین با ۲۱۰ اسید آمینه است. این ژن در مبتلایان به بیماری آتاکسی فردریش جهش می‌یابد و این جهش در اکثر موارد بسط تری نوکلئوتید GAA در اینترون شماره یک است که باعث تولید پروتئینی با عملکرد ناقص می‌شود. تعداد این تکرارها در افراد نرمال بین ۵ تا ۳۳ تکرار است که البته ۸۰ درصد افراد کمتر از ۱۲ تکرار (نرمال کوتاه) و ۱۵ درصد افراد نیز بین ۱۲ تا ۳۳ تکرار (نرمال بلند) دارند. البته تعداد افراد نرمالی که بیش از ۲۷ تکرار دارند بسیار نادر است. الل‌های با ۳۴ تا ۶۵ تکرار نیز به عنوان پیش جهش در نظر گرفته می‌شوند. افراد حامل این الل‌ها نرمال هستند اما امکان دارد هنگام گامت‌زایی الل‌های بیماری‌زا را به فرزندان خود منتقل کنند. الل‌های با ۶۶ تا ۱۷۰۰ تکرار نیز بیماری‌زا هستند. البته اکثر بیماران ۶۰۰ تا ۱۲۰۰ تکرار دارند.
در اثر این بیماری بافت عصبی در نخاع، به ویژه نورونها تحلیل می‌رود. در این بیماری نخاع نازک شده و مقداری از میلین خود را از دست می‌دهد.

## تظاهرات بالینی
سن بروز علائم اولیه در مبتلایان به آتاکسی فردریش به‌طور متوسط ۱۰ تا ۱۵ سالگی و معمولاً زیر ۲۵ سال است. در این بیماری بافت عصبی به ویژه در قسمت‌هایی از نخاع و اعصاب حسی بخش‌های که با مخچه در ارتباط هستند از بین می‌رود. کاهش رفلکس تاندون‌ها، اختلال در گفتار، سستی عضلات، انقباض و تشنج در اندام‌های تحتانی، از بین رفتن ( آتروفی) نورون‌های بینایی، انحنای جانبی ستون فقرات (scoliosis)، نقص عملکرد مثانه، از دست رفتن حس موقعیت یابی و حس نکردن ارتعاشات از جمله علائم این بیماری است. از جمله علائم غیر عصبی بیماری نیز آسیب عضلات قلبی است که در دو سوم بیماران دیده می‌شود. ۳۰ درصد بیماران نیز به دیابت ملیتوس مبتلا می‌شوند.